# Leucophenga maculata
Leucophenga maculata is een vliegensoort uit de familie van de fruitvliegen (Drosophilidae). De wetenschappelijke naam van de soort is voor het eerst geldig gepubliceerd in 1839 door Jean-Marie Léon Dufour.